# Климишин, Иван Антонович
Иван Антонович Климишин (укр. Іван Антонович Климишин; род. 17 января 1933) — советский и украинский учёный-астроном и педагог, исследователь календарных систем мира; доктор физико-математических наук. Профессор Прикарпатского национального университета имени Василия Стефаника. Академик АН высшей школы Украины (1993). Член Международного астрономического союза (1964). Заслуженный работник высшей школы УССР (1988). Отличник образования Украины (2000). Почётный член Всеукраинского общества «Просвита» имени Тараса Шевченко (1995). Почётный член Украинской астрономической ассоциации (2000). Действительный член Научного общества имени Тараса Шевченко (1992). Почётный профессор Прикарпатского национального университета (с 2006).

## Биография
Родился в селе Кутыска, находящемся на одном из истоков реки Бугловка (бассейн Днепра). После Польского похода Красной армии 1939 года эта часть территории Польши вошла в состав Украинской ССР. Детство пришлось на период Второй мировой и Великой Отечественной войн и немецкой оккупации. В апреле 1944 года, будучи подростком 11 лет, был взят родным дядей, дьяконом, помогать в сельском храме, где Климишин служил в церковном хоре певчим на клиросе, а затем дьячком, читая Священное Писание. В молодости заболел тяжёлой формой туберкулёза, с которым потом боролся десятки лет.
В 1950 году экстерном окончил среднюю школу № 8 г. Львова. С 1953 года — член Всесоюзного общества «Знание», лектор.
В 1955 году окончил физико-математический факультет Львовского университета имени Ивана Франко, в 1958 году — аспирантуру при этом университете по специальности «астрофизика». В 1958—1974 работал в обсерватории Львовского университета (с 1961 года — заведующий отделом, в 1962—1970 годах — заместитель директора по научной работе).
С 1980 года возглавлял специальную проблемную группу по истории астрономии при Астрономическом совете АН СССР.
С 1974 по 1993 годы — профессор кафедры физики Ивано-Франковского педагогического института.
В 1993—1996 годах — зав. кафедры теоретической физики, в 1996—1998 годах — зав. кафедры религиоведения. С 1998 года — профессор кафедры теоретической и экспериментальной физики. Одновременно, с 1991 года, профессор Духовного института (ныне — Ивано-Франковский богословский университет имени Иоанна Златоуста) Украинской грекокатолической церкви.
В 1961 году стал кандидатом физико-математических наук, тема диссертации «Ударные волны и сверхзвуковые течения в оболочках звёзд» (Киевский университет им. Т. Шевченко); в 1971 году — доктором физико-математических наук, тема диссертации «Ударные волны в звёздах» (Московский государственный университет им. М. В. Ломоносова).
Был близко знаком с астрофизиком И. С. Шкловским (1916—1985), читал его книгу «Вселенная. Жизнь. Разум» (1962) ещё в авторской рукописи. В дальнейшем некоторые высказанные в ней идеи стали темой собственных исследований.
В последние годы уделяет большое внимание вопросам религиоведения и креационизма, выступал с критикой теории Дарвина. Прихожанин, чтец в храме УАПЦ/ПЦУ. Принимал участие в цикле телевизионных передач «Всесвіт навколо нас» (Телерадиокомпания «Вежа»).
Любимое высказывание относительно всяких званий: «Титулы придумали рабы, а присваивают их ослы», а во время уединённой работы над рукописями на отцовском хуторе: «Бог — высоко, а ректор — далеко».

## Вклад в науку
Основные труды в области радиационной космической газодинамики. Ввёл газодинамический показатель адиабаты для характеристики состояния газа с учётом изотропного поля излучения (так называемый «коэффициент Климишина»). Получил приближённые решения задачи о структуре звёздных ударных волн, дал оценку протяжённости зоны ионизационной релаксации за фронтом и зоны прогрева перед фронтом ударной волны, движущейся в звёздной атмосфере. Вывел формулу для шкалы высот, которая устанавливается в атмосфере звезды под действием периодической ударной волны. Совместно с Б. И. Гнатыком вывел асимптотическую формулу, которая описывает изменение скорости движения ударной волны в неоднородной среде с произвольным распределением плотности, изучил пределы применимости приближённых методов космической газодинамики. Выполнил анализ эффективности тепловых волн как возможного механизма переноса энергии, освободившейся при взрыве в недрах звезды. Совместно со своим учителем С. А. Капланом (1921—1978) получил ряд решений теории нестационарного рассеяния света в среде с движущейся границей.
Автор 75 монографий, учебников и научно-популярных книг по астрономии, календарям и хронологии. Большую часть книг Климишин написал в свободное от преподавания время (во время летних студенческих каникул в вузах) на своей малой родине (на границе исторических областей — Волыни и Галичины), в хате-мазанке своего отца на хуторе, рядом с которым находятся могилы его родителей и близких родственников. Вся обстановка в помещениях сохраняется нетронутой, как при жизни отца, и представляет собой настоящий дом-музей семьи Климишиных.

## Признание
- 1993 — именем «Климишин» назван астероид № 3653 (3653 Klimishin), открытый 25 апреля 1979 г. Н. С. Черных (Крымская астрофизическая обсерватория)[6].
- 1994, 1995 и 2000 — «Человек года» (Американский биографический институт).
- 2011 — включён в список «Выдающихся мыслителей начала XXI века» (Американский биографический институт).

## Награды
- Орден «За заслуги» ІІІ ст. (2000)
- Медаль «Ветеран труда» (1985)

## Публикации
Автор 67 книг (с переизданиями 104), из них 14 на русском языке, а также по одной на английском и французском языках.
- Климишин І. Поговоримо про літочислення / Поговорим о летоисчислении. (На укр. яз.). — Киев: Політвидав України, 1965. — 68 с.
- Климишин І., Козаренко Б., Олійник П. Цікава астрономія. — Киев: Техніка, 1972. — 220 с.
- Климишин I. А. Ударні хвилі в неоднорідних середовищах / Ударные волны в неоднородных средах. (На укр. яз.). — Львів: Вид-во Льв. ун-ту, 1972. — 171 с.
- Климишин И. А. Астрономия наших дней. — М.: Наука. Гл. ред. физ.-мат. лит., 1976. — 456 с. — 26 000 экз.
  - Климишин И. А. Астрономия наших дней. — 2-е изд., перераб. и доп. — М.: Наука. Гл. ред. физ.-мат. лит., 1980. — 456 с. — 80 000 экз.
  - Климишин И. А. Астрономия наших дней. — 3-е изд., перераб. и доп. — М.: Наука. Гл. ред. физ.-мат. лит., 1986. — 560 с. — (Проблемы науки и технического прогресса). — 55 400 экз.
- Климишин И. А. Астрономия вчера и сегодня / Пер. с укр. — М.: Наука. Гл. ред. физ.-мат. лит., 1976. — 256 с.
  - Климишин И. А. Астрономия вчера и сегодня / Пер. с укр. — Киев: Наукова думка, 1977. — 256 с. — (Научно-популярная литература). — 38 000 экз.
- Климишин I. А. Небо нашої планети. (На укр. яз.). — Львiв: Вища школа, 1979. — 204 с. — 6400 экз.
- Климишин И. А. Календарь и хронология. — М.: Наука. Гл. ред. физ.-мат. лит., 1981. — 192 с. — 150 000 экз.
  - Климишин И. А. Календарь и хронология. — 2-е изд., перераб. и доп. — М.: Наука. Гл. ред. физ.-мат. лит., 1985. — 320 с. — 125 000 экз.
  - Климишин И. А. Календарь и хронология. — Изд. 3. — М.: Наука. Гл. ред. физ.-мат. лит., 1990. — 478 с. — 105 000 экз. — ISBN 5-02-014354-5.
- Климишин I. А. Перлини зоряного неба / Жемчужины звёздного неба. (На укр. яз.). — Київ: Радянська школа, 1981. — 144 с.
- Дагаев М. М., Дёмин В. Г., Климишин И. А., Чаругин В. М. Астрономия: Учебное пособие для студентов физико-математических факультетов педагогических институтов. — М.: Просвещение, 1983. — 392 с.
- Климишин И. А. Релятивистская астрономия / Пер. с укр. В. В. Босовича; Под ред. В. С. Имшенника. — М.: Наука, 1983. — 208 с. — 50 000 экз.
  - Климишин И. А. Релятивистская астрономия / Пер. с укр. В. В. Босовича; Под ред. В. С. Имшенника. — 2-е изд., перераб. и доп. — М.: Наука, 1989. — 288 с. — (Проблемы науки и технического прогресса : ПНТП). — 29 700 экз. — ISBN 5-02-014074-0.
- Климишин И. А. Ударные волны в оболочках звёзд. — М.: Наука. Гл. ред. физ.-мат. лит., 1984. — 216 с. — 1400 экз.
- Климишин I. А. Атлас зоряного неба / Атлас звёздного неба. (На укр. яз.). — Львiв: Вища школа, 1985. — 108 с.
- Климишин И. А. Открытие Вселенной. — М.: Наука. Гл. ред. физ.-мат. лит., 1987. — 320 с. — 16 300 экз.
- Климишин И. А. Жемчужины звёздного неба / Пер. с укр.; Худож. В. Т. Косенко. — Киев: Радянська школа, 1988. — 208 с. — ISBN 5-330-00383-0.
- Климишин И. А., Тельнюк-Адамчук В. В. Школьный астрономический справочник : Кн. для учителя. — Киев: Радянська школа, 1990. — 288, [24] с. — ISBN 5-330-01188-4.
- Климишин И. А. Элементарная астрономия. — М.: Наука. Гл. ред. физ.-мат. лит., 1991. — 464 с. — 69 600 экз. — ISBN 5-02-014478-9.

### Публикации после 1991 года (на украинском языке)
- Климишин I. А., Дубицький І. М. Основи космології. — Івано-Франківськ: Івано-Франківський теологічно-катехитичний духовний інститут, 1999. — 146 с.
- Климишин I. А. Історія астрономії. — Івано-Франківськ: Вид-во ІФТКФІ, 2000. — 652 с.
  - Климишин I. А. Історія астрономії. — 2-ге випр. вид. — Івано-Франківськ: Гостинець, 2006. — 652 с.
- Климишин I. А. Наші календарні проблеми: (тепер і 700 років тому). — Івано-Франківськ, 2000. — 44 с.
- Климишин I. А., Климишин О. І. Збагнути світ і себе в ньому (тим, хто задумується над місцем релігії у своєму світогляді). — Івано-Франківськ: Гостинець, 2001. — 204 с.
- Климишин I. А. Добро — у добрі. — Івано-Франківськ: Нова Зоря, 2004. — 60 с.
- Климишин I. А. Основи пасхалії з таблично-географічним їх вiдображенням. — 2-ге вид., доповн. — Івано-Франківськ: Нова Зоря, 2005. — 112 с. — ISBN 966-8265-30-0.
- Климишин I. А. Зоряне небо України. — Івано-Франківськ: Гостинець, 2005. — 88 с. — 2500 экз. — ISBN 966-95931-8-2.
- Климишин I. А., Климишин О. І. Синицi й журавлi: У пошуках першооснов буття. — Івано-Франківськ: Нова Зоря, 2006. — 128 с. — ISBN 966-398-008-7.
- Климишин I. А. Вчені знаходять Бога / Учёные находят Бога. — 5-е изд., доп. — Івано-Франківськ: Нова Зоря, 2010. — 136 с. — ISBN 978-966-8265-30-0. (1-е изд. — 1993; 4-е изд. — 2009)
- Кичук Г., Климишин І. А. До зір — через терня : повість-діалог. — Тернопіль: Збруч, 2011. — 344 с. — ISBN 978-966-528-336-2.
- Климишин I. А. Бачити добро в добрі. — Івано-Франківськ: Третяк I. Я., 2012. — 32 с.
- Климишин І. А. Календар і основи Пасхалії. — Тернопіль: Навчальна книга — Богдан, 2013. — 64, [12] с. — ISBN 978-966-10-2627-7.
- Климишин I. А., Климишин О. І. Про космічне, земне, світоглядне. — Івано-Франківськ: Симфонія форте, 2016. — 56 с.

2007
- Андрієвський С. М. Курс загальної астрономії : навч. посіб. / С. М. Андрієвський, І. А. Климишин. – Одеса : Астропринт, 2007 – 480 с.
- Климишин І. А. Релятивістська астрономія / І. А. Климишин. – Івано-Франківськ : Гостинець, 2007 – 208 с.

2009
- Климишин І. А. Додаток 1 : Думки учених про Творця і Його творіння / І. А. Климишин // Знання і віра: вчені декларують свою віру в Творця - чому і навіщо? / І. А. Климишин. – Івано-Франківськ, 2009 – С. 19–40.
- Климишин І. А. Знання і віра: вчені декларують свою віру в Творця — чому і навіщо? / І. А. Климишин. – Івано-Франківськ : Нова Зоря, 2009 – 48 с.
- Климишин І. А. Співвідношення знання і віри / І. А. Климишин // Знання і віра: вчені декларують свою віру в Творця — чому і навіщо? / І. А. Климишин. – Івано-Франківськ, 2009 – С. 3–18.

2010
- Андрієвський С. М. Курс загальної астрономії : підручник / С. М. Андрієвський, І. А. Климишин. – Одеса : Астропринт, 2010 – 480 с.
- Климишин І. А. Вчені знаходять Бога / І. А. Климишин. – 5-те вид., доп. – Івано-Франківськ : Нова Зоря, 2010 – 136 с.

2011
- Кичук Г. До зір — через терня : повість-діалог / Г. Кичук, І. Климишин. – Тернопіль : Збруч, 2011 – 334 с.
- Климишин І. "Хлібі Господні, або Реванш Бога" / І. Климишин // Діалоги: Слово наукової еліти в суспільному житті краю / М. Войцехівська-Павлишин. – Івано-Франківськ, 2011 – С. 59–65.
- Климишин О. К. Тайна Євхаристії як ініціація духовного зростання особистості / О. Климишин, І. Климишин // Збірник наукових праць: філософія, соціологія, психологія . – Івано-Франківськ, 2011 – Вип. 16, ч. 1 – С. 89–97.

2012
- Астрономія / Климишин І. А., Мурніков Б.О., Гарбузов Г.О., Кабанова Т. І. – Одеса : Астропринт, 2012 – 320 с.
- Климишин І. Бачити добро в добрі / І. Климишин. – Івано-Франківськ : Третяк І. Я., 2012 – 32 с.
- Климишин І. А. Відкриття нашого Всесвіту / І. А. Климишин, О. І. Климишин, О. І. Семак. – Тернопіль : Богдан, 2012 – 112 с.
- Климишин І. Збагнути світ і себе в ньому (тим, хто задумується над місцем релігії у своєму світогляді) / І. Климишин, О. Климишин. – 4-те вид. – Івано-Франківськ : Третяк І. Я., 2012 – 204 с.
- Климишин І. А. Календар і основи пасхалії. – Тернопіль : Богдан, 2012 – 64 с.
- Климишин І. А. Карта зоряного неба. – Тернопіль: Богдан, 2012 – 16 с.
- Климишин І. "Формула Творця" / І. Климишин. – Івано-Франківськ : Третяк І. Я., 2012 – 24 с.
- Климишин І. А. Фрагменти космології : навч. посіб. / І. А. Климишин. – 2-ге вид., доп. – Івано-Франківськ : Третяк І. Я., 2012 – 124 с.

2013
- Андрієвський С. М. Народження, еволюція та майбутнє Всесвіту: Первинний нуклеосинтез. Інфляційна модель Всесвіту / С. М. Андрієвський, І. А. Климишин // Математичні методи в хімії і біології. – Івано-Франківськ, 2013 – Т. 1, № 2 – С. 6–16.
- Термодинамічні і кінетичні особливості Li+-інтеркаляційного струмоутворення у супрамолекулярних ансамблях ієрархічної архітектури на базі МСМ-41 і розширеного графіту з карбамідним кавітандом / Біщанюк Т. М., Швець Р. Я., Григорчак І. І., Будзуляк С. І., Яблонь Л. С., Климишин І. А. // Фізика і хімія твёрдого тіла. – 2013 – Т. 14 – № 1 – С. 190–196.
- Климишин І. А. Іди вперёд — або вмирай!: запис-монолог (записав Ю. Манюх, ін-т "Живе Слово") / І. А. Климишин. – Івано-Франківськ : Нова Зоря, 2013 – 264 с.
- Климишин І. Про світогляд у "Світогляд" / І. Климишин // Світогляд. – 2013 – № 1 – С. 78–80.
- Климишин І. А. Шкільний астрономічний словник / Климишин І. А., Тельнюк-Адамчук В.В. – Тернопіль : Богдан, 2013 – 270 с.

2014
- Климишин І. А. Астрономія — класична і нобеліанська / І. А. Климишин, Ю. М. Пунжин. – Івано-Франківськ : Симфонія форте, 2014 – 48 с.
- Климишин І. Календарно-пасхальні проблеми (тези лекцій) / І. Климишин. – Івано-Франківськ : Симфонія форте, 2014 – 64 с.
- Климишин І. Наше календарне надбання / І. Климишин // Українське небо. Студії над історією астрономії в Україні : зб. наук. пр. / за заг. ред. О. Петрука. – Львів, 2014 – С. 338–352.
- Климишин І. Основи космології / І. Климишин. – Івано-Франківськ : Симфонія форте, 2014 – 164 с.
- Климишин І. А. Основи космічної газодинаміки : навч. видання / І. А. Климишин. – Івано-Франківськ : Симфонія форте, 2014 – 60 с.
- Климишин І. Шкільний астрономічний словник / І. Климишин. – 2-е вид., доп. – Тернопіль : Богдан, 2014 – 256 с.

2015
- Климишин І. А. Елементи космології : тези лекцій. – Івано-Франківськ : Симфонія форте, 2015 – 52 с.
- Климишин І. А. Календарно-пасхальні проблеми. – Івано-Франківськ : Симфонія форте, 2015 – 80 с.
- Климишин І. А. Про наші календарні проблеми. – Івано-Франківськ : Симфонія форте, 2015 – 12 с.
- Климишин І. А. «Формула творця» — «крізь призму» теореми Гёделя / І. А. Климишин. – Івано-Франківськ : Симфонія форте, 2015 – 16 с.
- Климишин І. А. Фрагменти 'зі свого й чужого'. – Івано-Франківськ: Симфонія форте, 2015 – 84 с.

2016
- Климишин І. А. Наука і релігія: протистояння чи взаємодоповнення? / І. А. Климишин. – Івано-Франківськ : Симфонія форте, 2016 – 41 с.
- Климишин І. Про космічне, земне, світоглядне / І. Климишин. – Івано-Франківськ : Симфонія форте, 2016 – 56 с.

2017
- Климишин І. А. Астрономія — класична і нобеліанська / І. А. Климишин, Ю. Пунжин. — 2-е вид., доп. — Івано-Франківськ: Симфонія форте, 2017 – 84 с.

### Словари
- Астрономічний енциклопедичний словник / За загальною редакцією І. А. Климишина та А. О. Корсунь. — Львів, 2003. — 547 с. — ISBN 966-613-263-X.
- Климишин І. А., Тельнюк-Адамчук В. В. Шкільний астрономічний словник. — 2-ге вид., доповн. — Тернопіль: Навчальна книга — Богдан, 2014. — 256 с.